# I Grandi Maestri del Giallo
I Grandi Maestri del Giallo è una collana edita da Newton Compton.
La collana è legata ad un'iniziativa del quotidiano Il Messaggero iniziata il 18 maggio 2004.	
Elenco delle uscite della serie I Grandi Maestri del Giallo della casa editrice Newton Compton.

## Elenco uscite
| Numero | Autore                | Titolo                              |
| ------ | --------------------- | ----------------------------------- |
| 1      | S.S. Van Dine         | L'enigma dell'alfiere               |
| 2      | Edgar Wallace         | L'abate nero                        |
| 3      | Earl Derr Biggers     | Charlie Chan e il pappagallo cinese |
| 4      | John Buchan           | I trentanove scalini                |
| 5      | Mary Roberts Rinehart | La scala a chiocciola               |
| 6      | Arthur Conan Doyle    | Le avventure di Sherlock Holmes     |
| 7      | Sax Rohmer            | Il delitto di mezzanotte            |
| 8      | Anna K. Green         | Due iniziali soltanto...            |
| 9      | R. Austin Freeman     | L'impronta scarlatta                |
| 10     | Alfred E.W. Mason     | Delitto a Villa Rose                |